# Berner KMU
Der Berner KMU ist der Verband der kleinen und mittleren Unternehmen im Kanton Bern.
Der Verband hat seine Geschäftsstelle in Burgdorf. Die Berner KMU zählt über 21'000 Mitglieder. Er ist damit der grösste Wirtschaftsverband im Kanton Bern und der grösste kantonale Wirtschaftsverband der Schweiz. Er betreibt vornehmlich Interessenpolitik. So setzt er sich ein für günstige wirtschaftliche Rahmenbedingungen, Abbau von administrativem Aufwand, tiefere Steuern und eine ausreichende Stromversorgung.
Das Organ des Verbandes ist die Zeitschrift Berner KMU Aktuell.